# Coquecigrole
Pour plus de détails, voir Fiche technique et Distribution.
Coquecigrole est un film français réalisé par André Berthomieu, sorti en 1931.

## Fiche technique
- Titre : Coquecigrole
- Réalisation : André Berthomieu
- Scénario : André Berthomieu d'après le roman de Alfred Machard
- Photographie : Jean Isnard
- Montage : Jacques Desagneaux
- Dialogue : Alfred Machard
- Producteur : Jacques Haïk
- Société de production et de distribution : Les Établissements Jacques Haïk
- Musique : Marcel Pollet et Dillard
- Pays de production : France
- Format : Noir et blanc - 35 mm - 1,20:1 - Son mono
- Genre : Comédie dramatique
- Durée : 98 minutes
- Date de sortie : 
  - France : 22 décembre 1931

## Distribution
- Max Dearly : Macarol
- Danielle Darrieux : Coquecigrole
- Gina Barbieri : Léocadie
- Armand Bour : Maître Petit-Durand
- Gabrielle Fontan : Mme Bien
- René Donnio : Casimir
- Raymond Galle : Tulipe
- Georges Pally : Le directeur du théâtre
- Jean Guirec : Louvetier
- Jean Diéner : Jeaminet Bude
- Gaston Jacquet : Saint-Palmier